# Addeo
Addeo (latino: Addaeus; fl. 392-396) è stato un generale romano.
Nel 392 ricopriva la carica di comes domesticorum; in quell'anno ricevette una lettera dal retore Libanio, il quale l'accoglieva calorosamente al suo arrivo ad Antiochia. Infatti, l'anno successivo, e poi ancora nel 395, è attestato come comes et magister utriusquae militae per Orientem. Nel 396 era al comando delle truppe romane ad Edessa e in Siria.